# 人民东路站
人民东路站位于中华人民共和国湖南省长沙市芙蓉区古曲路与人民东路交叉口地下，是长沙地铁2号线与6号线的地铁换乘站。其中2号线部分沿古曲路南北向布置并下穿人民东路，为全线唯一拥有分离式站厅和分离式岛式月台的车站，于2014年4月29日开通。与2号线的两个分离站厅均相通的6号线部分则于2022年6月28日开通。

## 车站结构

### 施工
车站南北向下穿人民东路，为了避让人民东路北侧地下东西走向的电缆隧道和排水箱涵，采用两端明挖、月台中部暗挖施工方式。

### 结构
| 地面      |                                     | 地铁出入口                                |  |
| 地下 一层 | 大厅层 (不互通)                     | 北站厅、售票机、客服中心                  |  |
| 地下 一层 | 大厅层 (不互通)                     | 南站厅、售票机、客服中心、站外升降电梯    |  |
| 地下 二层 |                                     | 2号线列车往梅溪湖西（下一站：万家丽广场） |  |
| 地下 二层 | 岛式月台，左边车门将会开启          |                                           |  |
| 地下 二层 | 2号线列车往光达（下一站：长沙大道） |                                           |  |

### 扩展
本站于2022年6月28日换乘6号线。6号线车站位于运营中2号线车站的西侧，沿人民东路东西向敷设，实行通道换乘，与分离的两个2号线站厅均接通。

## 车站出口
| 出口编号                              | 照片           | 无障碍设施     | 通往道路       | 可到达目的地   | 备注           |
| 连接 2号线站厅                        | 连接 2号线站厅 | 连接 2号线站厅 | 连接 2号线站厅 | 连接 2号线站厅 | 连接 2号线站厅 |
| ------------------------------------- | -------------- | -------------- | -------------- | -------------- | -------------- |
| 出口 · 1L · 扶手电梯标志              |                | 不適用         |                |                |                |
| 出口 · 2L · 升降机标志 · 扶手电梯标志 |                |                |                |                |                |
| 出口 · 3L · 扶手电梯标志              |                | 不適用         |                |                |                |
| 出口 · 4L · 扶手电梯标志              |                | 不適用         |                |                |                |
| 连接 6号线站厅                        |                |                |                |                |                |
| 出口 · 5L · 扶手电梯标志              |                | 不適用         |                |                |                |
| 出口 · 6L · 升降机标志 · 扶手电梯标志 |                |                |                |                |                |
|                                       |                |                |                |                |                |